# Tournoi des Six Nations 2001
Cet article traite de l'épreuve masculine. Pour la compétition féminine, voir Tournoi des Cinq Nations féminin 2001.
Pour un article plus général, voir Tournoi des Six Nations.
Navigation
Tournoi 2000 Tournoi 2002
Le Tournoi des Six Nations 2001 se tient du 3 février au 20 octobre 2001. L'Angleterre l'emporte comme l'année précédente devant l'Irlande. Aucune nation ne remporte la Triple couronne. L'Angleterre, favorite pour le Tournoi[réf. nécessaire], manque à nouveau le Grand Chelem à la suite de sa défaite à Lansdowne Road, malgré une victoire époustouflante face à l'Italie où elle inscrit plus de 80 points. Trois matches de l'Irlande sont reportés à l'automne pour cause de fièvre aphteuse affectant le bétail au Royaume-Uni. L'Écosse réalise quant à elle un meilleur Tournoi que l'année précédente, gagnant contre l'Italie et l'Irlande et faisant match nul contre le pays de Galles à Murrayfield.

## Acteurs du Tournoi des Six Nations

Participants au Tournoi des Six Nations.

### Joueurs

#### Angleterre
| Entraîneur | Entraîneur             | Clive Woodward                                                                            |
| Avants     | Pilier                 | David Flatman, Jason Leonard, Graham Rowntree, Phil Vickery, Julian White, Trevor Woodman |
| Avants     | Talonneur              | Phil Greening, Mark Regan, Dorian West                                                    |
| Avants     | Deuxième ligne         | Steve Borthwick, Danny Grewcock, Martin Johnson , Simon Shaw                              |
| Avants     | Troisième ligne aile   | Neil Back, Martin Corry, Lewis Moody, Joe Worsley                                         |
| Avants     | Troisième ligne centre | Lawrence Dallaglio, Richard Hill                                                          |
| Arrières   | Demi de mêlée          | Kyran Bracken, Matt Dawson                                                                |
| Arrières   | Demi d'ouverture       | Jonny Wilkinson                                                                           |
| Arrières   | Centre                 | Mike Catt, Will Greenwood, Mike Tindall                                                   |
| Arrières   | Ailier                 | Ben Cohen, Austin Healey, Dan Luger, Jason Robinson                                       |
| Arrières   | Arrière                | Iain Balshaw, Matt Perry                                                                  |

#### Écosse
| Entraîneur | Entraîneur             | Ian McGeechan                                                            |
| Avants     | Pilier                 | George Graham (en), Gordon McIlwham (en), Tom Smith, Mattie Stewart (en) |
| Avants     | Talonneur              | Gordon Bulloch, Robbie Russell, Steve Scott                              |
| Avants     | Deuxième ligne         | Stuart Grimes, Richard Metcalfe (en), Scott Murray                       |
| Avants     | Troisième ligne aile   | Martin Leslie, Jon Petrie, Budge Pountney , Jason White                  |
| Avants     | Troisième ligne centre | Gordon Simpson, Simon Taylor                                             |
| Arrières   | Demi de mêlée          | Andy Nicol , Bryan Redpath                                               |
| Arrières   | Demi d'ouverture       | Duncan Hodge, Gregor Townsend                                            |
| Arrières   | Centre                 | Alan Bulloch (en), Andrew Henderson, John Leslie, James McLaren          |
| Arrières   | Ailier                 | James Craig (en), Kenny Logan, Cameron Murray, Jon Steel (en)            |
| Arrières   | Arrière                | Glenn Metcalfe, Chris Paterson                                           |

#### France
| Entraîneur | Entraîneur             | Bernard Laporte                                                                 |
| Avants     | Pilier                 | Christian Califano, Alessio Galasso, Sylvain Marconnet, Pieter de Villiers      |
| Avants     | Talonneur              | Olivier Azam, Fabrice Landreau, Raphaël Ibañez                                  |
| Avants     | Deuxième ligne         | David Auradou, Abdelatif Benazzi, Lionel Nallet, Fabien Pelous                  |
| Avants     | Troisième ligne aile   | Serge Betsen, Olivier Magne, Christophe Milhères, Christophe Moni               |
| Avants     | Troisième ligne centre | Christophe Juillet, Thomas Lièvremont                                           |
| Arrières   | Demi de mêlée          | Philippe Carbonneau, Fabien Galthié, Christophe Laussucq                        |
| Arrières   | Demi d'ouverture       | Christophe Lamaison, Gérald Merceron, David Skrela                              |
| Arrières   | Centre                 | Sébastien Bonetti, Franck Comba, Richard Dourthe, Stéphane Glas, Thomas Lombard |
| Arrières   | Ailier                 | Philippe Bernat-Salles, David Bory, Christophe Dominici, Xavier Garbajosa       |
| Arrières   | Arrière                | Pépito Elhorga, Jean-Luc Sadourny                                               |

#### Galles
| Entraîneur | Entraîneur             | Graham Henry                                                                                 |
| Avants     | Pilier                 | Chris Anthony, Spencer John (en), Andrew Lewis (en), Darren Morris, Iestyn Thomas, Dai Young |
| Avants     | Talonneur              | Garin Jenkins, Robin McBryde, Barry Williams                                                 |
| Avants     | Deuxième ligne         | Ian Gough, Andrew Moore (en), Craig Quinnell, Chris Wyatt                                    |
| Avants     | Troisième ligne aile   | Colin Charvis, Brett Sinkinson, Gavin Thomas, Martyn Williams                                |
| Avants     | Troisième ligne centre | Geraint Lewis, Scott Quinnell                                                                |
| Arrières   | Demi de mêlée          | Gareth Cooper, Dwayne Peel, Rob Howley, Rupert Moon                                          |
| Arrières   | Demi d'ouverture       | Gavin Henson, Neil Jenkins, Stephen Jones                                                    |
| Arrières   | Centre                 | Allan Bateman, Leigh Davies (en), Scott Gibbs, Mark Taylor                                   |
| Arrières   | Ailier                 | Dafydd James, Mark Jones, Gareth Thomas, Shane Williams                                      |
| Arrières   | Arrière                | Kevin Morgan, Rhys Williams                                                                  |

#### Irlande
| Entraîneur | Entraîneur             | Warren Gatland                                                                                     |
| Avants     | Pilier                 | Emmet Byrne (en), Peter Clohessy, John Hayes                                                       |
| Avants     | Talonneur              | Frankie Sheahan, Keith Wood                                                                        |
| Avants     | Deuxième ligne         | Jeremy Davidson, Mick Galwey, Gary Longwell (en), Malcolm O'Kelly                                  |
| Avants     | Troisième ligne aile   | Trevor Brennan, Kieron Dawson, Simon Easterby, Eric Miller, Alan Quinlan, Andy Ward, David Wallace |
| Avants     | Troisième ligne centre | Anthony Foley                                                                                      |
| Arrières   | Demi de mêlée          | Guy Easterby, Brian O'Meara, Peter Stringer                                                        |
| Arrières   | Demi d'ouverture       | David Humphreys, Ronan O'Gara                                                                      |
| Arrières   | Centre                 | Rob Henderson, Kevin Maggs, Mike Mullins, Brian O'Driscoll                                         |
| Arrières   | Ailier                 | Denis Hickie, Shane Horgan, Tyrone Howe, Geordan Murphy                                            |
| Arrières   | Arrière                | Girvan Dempsey                                                                                     |

#### Italie
| Entraîneur | Entraîneur             | Brad Johnstone |
| Avants     | Pilier                 | Giampiero de Carli, Andrea Lo Cicero, Andrea Muraro, Tino Paoletti (it), Salvatore Perugini, Franco Properzi-Curti |
| Avants     | Talonneur              | Alessandro Moscardi                                                                                                |
| Avants     | Deuxième ligne         | Andrea Gritti, Giuseppe Lanzi, Wim Visser                                                                          |
| Avants     | Troisième ligne aile   | Mauro Bergamasco, Carlo Caione, David Dal Maso, Aaron Persico, Maurizio Zaffiri                                    |
| Avants     | Troisième ligne centre | Carlo Checchinato, Andrea de Rossi                                                                                 |
| Arrières   | Demi de mêlée          | Filippo Frati, Matteo Mazzantini, Giampiero Mazzi (it), Juan Manuel Queirolo, Alessandro Troncon                   |
| Arrières   | Demi d'ouverture       | Diego Domínguez, Ramiro Pez, Andrea Scanavacca                                                                     |
| Arrières   | Centre                 | Manuel Dallan, Walter Pozzebon, Giovanni Raineri (it), Marco Rivaro (it)                                           |
| Arrières   | Ailier                 | Denis Dallan, Luca Martin, Massimiliano Perziano, Corrado Pilat (it)                                               |
| Arrières   | Arrière                | Ezio Galon, Cristian Stoica                                                                                        |

### Arbitres
| FIRA-AER                                                              | FORU                                           | CAR                               |
| --------------------------------------------------------------------- | ---------------------------------------------- | --------------------------------- |
| - Chris White - Steve Lander - Joël Dumé - Dave McHugh - Robert Davis | - Stuart Dickinson - Scott Young - Paul Honiss | - Jonathan Kaplan - Tappe Henning |

## Les matchs
À la suite d'une épizootie de fièvre aphteuse, l'Irlande annule son match contre le pays de Galles le 27 février puis contre l'Angleterre et l'Écosse le 7 mars. Ces matches sont reportés à l'automne.
Les heures sont données dans les fuseaux utilisés par les pays participants : (UTC) dans les îles Britanniques et UTC+1 en France et en Italie.
Première journée (3 février et 4 février 2001)
| Stade Flaminio, Rome, 14 heures (UTC+1)                             |  | Italie         | 22 - 41 | Irlande    |
| Millennium Stadium, Cardiff, 16 heures (UTC)                        |  | Pays de Galles | 15 - 44 | Angleterre |
| Stade de France, Saint-Denis (Seine-Saint-Denis), 14 heures (UTC+1) |  | France         | 16 - 6  | Écosse     |

Deuxième journée (17 février 2001)
| Twickenham, Londres, 14 heures (UTC)       |  | Angleterre | 80 - 23 | Italie         |
| Lansdowne Road, Dublin, 14 heures 30 (UTC) |  | Irlande    | 22 - 15 | France         |
| Murrayfield, Édimbourg, 16 heures (UTC)    |  | Écosse     | 28 - 28 | Pays de Galles |

Troisième journée (3 mars et 13 octobre 2001)
| Stade de Twickenham, Londres, 3 mars à 14 heures (UTC)    | Calcutta Cup | Angleterre     | 43 - 3  | Écosse  |
| Stade Flaminio, Rome, 3 mars à 14 heures 30 (UTC+1)       |              | Italie         | 19 - 30 | France  |
| Millennium Stadium, Cardiff, 13 octobre à 14 heures (UTC) |              | Pays de Galles | 6 - 36  | Irlande |

Quatrième journée (17 mars et 20 octobre 2001)
| Stade de France, Saint-Denis, 17 mars à 14 heures (UTC+1) |                   | France  | 35 - 43 | Pays de Galles |
| Murrayfield Stadium, Édimbourg, 17 mars à 16 heures (UTC) |                   | Écosse  | 23 - 19 | Italie         |
| Lansdowne Road, Dublin, 20 octobre à 14 heures (UTC)      | Millennium Trophy | Irlande | 20 - 14 | Angleterre     |

Cinquième journée (7 avril, 8 avril et 22 septembre 2001)
| Stade de Twickenham, Londres, 7 avril à 14 heures (UTC)           | Trophée Eurostar, Le "Crunch" | Angleterre | 48 - 19 | France         |
| Stade Flaminio, Rome, 8 avril à 14 heures 30 (UTC+1)              |                               | Italie     | 23 - 33 | Pays de Galles |
| Murrayfield Stadium, Édimbourg, 22 septembre à 13 heures 15 (UTC) | Centenary Quaich              | Écosse     | 32 - 10 | Irlande        |

## Classement final
| Rang | Nation         | J | V | N | D | Pm  | Pe  | Diff | Pts |
| ---- | -------------- | - | - | - | - | --- | --- | ---- | --- |
| 1    | Angleterre (T) | 5 | 4 | 0 | 1 | 229 | 80  | +149 | 8   |
| 2    | Irlande        | 5 | 4 | 0 | 1 | 129 | 89  | +40  | 8   |
| 3    | Écosse         | 5 | 2 | 1 | 2 | 92  | 116 | -24  | 5   |
| 4    | Pays de Galles | 5 | 2 | 1 | 2 | 125 | 166 | -41  | 5   |
| 5    | France         | 5 | 2 | 0 | 3 | 115 | 138 | -23  | 4   |
| 6    | Italie         | 5 | 0 | 0 | 5 | 106 | 207 | -101 | 0   |

|  | Vainqueur du Tournoi      |
|  | T : tenant du titre 2000. |

Attribution des points : 2 points pour une victoire, 1 point en cas de match nul, rien pour une défaite.
Règles de classement : 1. points de classement ; 2. différence de points ; 3. nombre d'essais marqués ; 4. titre partagé.

## Statistiques
Lors de cette édition du tournoi, les 229 points et les 29 essais inscrits par l'Angleterre constituent des records.

### Meilleurs marqueurs
Dans cette table sont listés les neuf meilleurs marqueurs d'essais du Tournoi 2001.
| Rang | Joueur                 | Équipe     | Essais |
| ---- | ---------------------- | ---------- | ------ |
| 1    | Will Greenwood         | Angleterre | 6      |
| 2    | Philippe Bernat-Salles | France     | 5      |
| 2    | Iain Balshaw           | Angleterre | 5      |
| 4    | Carlo Checchinato      | Italie     | 3      |
| 4    | Rob Henderson          | Irlande    | 3      |
| 4    | Ben Cohen              | Angleterre | 3      |
| 4    | Austin Healey          | Angleterre | 3      |
| 4    | Lawrence Dallaglio     | Angleterre | 3      |
| 4    | Tom Smith              | Écosse     | 3      |

### Meilleurs réalisateurs
Les onze meilleurs marqueurs de points sont :
| Rang | Joueur                 | Équipe         | Points | Essais | Tr. | Pén. | Drops |
| ---- | ---------------------- | -------------- | ------ | ------ | --- | ---- | ----- |
| 1    | Jonny Wilkinson        | Angleterre     | 89     | 1      | 24  | 12   | 0     |
| 2    | Neil Jenkins           | Pays de Galles | 74     | 1      | 9   | 12   | 5     |
| 3    | Ronan O'Gara           | Irlande        | 49     | 1      | 4   | 12   | 0     |
| 4    | Diego Domínguez        | Italie         | 46     | 0      | 2   | 13   | 1     |
| 5    | Christophe Lamaison    | France         | 42     | 0      | 6   | 10   | 0     |
| 6    | Will Greenwood         | Angleterre     | 30     | 6      | 0   | 0    | 0     |
| 6    | David Humphreys        | Irlande        | 30     | 0      | 3   | 8    | 0     |
| 8    | Gérald Merceron        | France         | 28     | 0      | 2   | 8    | 0     |
| 9    | Iain Balshaw           | Angleterre     | 25     | 5      | 0   | 0    | 0     |
| 9    | Philippe Bernat-Salles | France         | 25     | 5      | 0   | 0    | 0     |
| 11   | Duncan Hodge           | Écosse         | 23     | 0      | 1   | 6    | 1     |

## Première journée

### Italie - Irlande
| 3 février 2001 14 h 00 | Italie | 22 – 41 (15-19) | Irlande | Stade Flaminio, Rome 42 000 spectateurs Arbitre : Jonathan Kaplan |
| 3 février 2001 14 h 00 | Essai(s) : Pilat 26e Checchinato 40e Bergamasco 80e+1 Transformation(s) : Pez 40e, 80e+1 Pénalité(s) : Pilat 7e Carton(s) jaune(s) : Muraro 38e Carton(s) rouge(s) : Troncon 76e |                 | Essai(s) : Henderson 39e, 42e, 58e Horgan 63e O'Gara 78e Transformation(s) : 2/5, O'Gara 39e, 42e Pénalité(s) : O'Gara 3e, 11e, 31e, 40e Carton(s) jaune(s) : Clohessy 70e | Stade Flaminio, Rome 42 000 spectateurs Arbitre : Jonathan Kaplan |
| 3 février 2001 14 h 00 | |                 | | Stade Flaminio, Rome 42 000 spectateurs Arbitre : Jonathan Kaplan |

### Galles - Angleterre
| 3 février 2001 16 h 00 | Pays de Galles                                                                                   | 15 – 44 (8-29) | Angleterre | Millennium Stadium, Cardiff 72 000 spectateurs Arbitre : Joël Dumé |
| 3 février 2001 16 h 00 | Essai(s) : Howley 22e Quinnell 61e Transformation(s) : 1/2 Jenkins 61e Pénalité(s) : Jenkins 18e |                | Essai(s) : Greenwood 11e, 14e, 41e Dawson 30e, 39e Cohen 59e Transformation(s) : 4/6 Wilkinson 12e, 31e, 40e, 60e Pénalité(s) : Wilkinson 16e, 56e | Millennium Stadium, Cardiff 72 000 spectateurs Arbitre : Joël Dumé |
| 3 février 2001 16 h 00 |                                                                                                  |                | | Millennium Stadium, Cardiff 72 000 spectateurs Arbitre : Joël Dumé |

### France - Écosse
| 4 février 2001 14 h 00 | France                                                                                                 | 16 – 6 (6 - 6) | Écosse                                                                      | Stade de France, Saint-Denis 80 000 spectateurs Arbitre : Stuart Dickinson |
| 4 février 2001 14 h 00 | Essai(s) : Bernat-Salles 42e Transformation(s) : Lamaison 43e Pénalité(s) : 3/5 Lamaison 11e, 37e, 84e |                | Pénalité(s) : 2/3 Logan 7e, 14e 0/1 Hodge Carton(s) jaune(s) : Leslie 40e+1 | Stade de France, Saint-Denis 80 000 spectateurs Arbitre : Stuart Dickinson |
| 4 février 2001 14 h 00 | |                |                                                                             | Stade de France, Saint-Denis 80 000 spectateurs Arbitre : Stuart Dickinson |

## Deuxième journée

### Irlande - France
| 17 février 2001 14 h 00 | Irlande                                                                                              | 22 – 15 (9 - 3) | France | Lansdowne Road, Dublin 50 000 spectateurs Arbitre : Scott Young |
| 17 février 2001 14 h 00 | Essai(s) : O'Driscoll 48e Transformation(s) : O'Gara Pénalité(s) : 5/8 O'Gara 4e, 28e, 40e, 43e, 54e |                 | Essai(s) : Pelous 61e Bernat Salles 71e Transformation(s) : 1/2 Lamaison 61e Pénalité(s) : Lamaison 18e Carton(s) jaune(s) : Lamaison 32e | Lansdowne Road, Dublin 50 000 spectateurs Arbitre : Scott Young |
| 17 février 2001 14 h 00 | |                 | | Lansdowne Road, Dublin 50 000 spectateurs Arbitre : Scott Young |

### Angleterre - Italie
| 17 février 2001 14 h 30 | Angleterre | 80 – 23 (33-23) | Italie | Stade de Twickenham, Londres 75 000 spectateurs Arbitre : Stuart Dickinson |
| 17 février 2001 14 h 30 | Essai(s) : Healey 14e, 18e Balshaw 34e, 75e Cohen 42e Regan 57e Worsley 62e Greenwood 71e Wilkinson 79e Dallaglio 81e Transformation(s) : 9/10 Wilkinson 14e, 18e, 34e, 42e, 57e, 62e, 71e, 75e, 79e Pénalité(s) : 4 Wilkinson 9e, 30e, 38e, 40e+3 |                 | Essai(s) : Dallan 5e Checchinato 24e Transformation(s) : 2 Scanavacca Pénalité(s) : 3 Scanavacca 17e, 27e, 40e Carton(s) jaune(s) : Pozzebon 56e | Stade de Twickenham, Londres 75 000 spectateurs Arbitre : Stuart Dickinson |
| 17 février 2001 14 h 30 | |                 | | Stade de Twickenham, Londres 75 000 spectateurs Arbitre : Stuart Dickinson |

### Écosse - Galles
| 17 février 2001 16 h 00 | Écosse | 28 – 28 (6-18) | Pays de Galles | Murrayfield Stadium, Édimbourg 65 000 spectateurs Arbitre : Steve Lander |
| 17 février 2001 16 h 00 | Essai(s) : Paterson 46e McLaren 76e T.Smith 79e Transformation(s) : Logan 47e Hodge 80e Pénalité(s) : 3/6 Logan 11e, 38e, 63e Carton(s) jaune(s) : Metcalfe 28e |                | Essai(s) : Taylor 44e Transformation(s) : Jenkins Pénalité(s) : 4/5 Jenkins 8e, 21e, 29e, 69e Drop(s) : Jenkins 1re, 16e, 25e | Murrayfield Stadium, Édimbourg 65 000 spectateurs Arbitre : Steve Lander |
| 17 février 2001 16 h 00 | |                | | Murrayfield Stadium, Édimbourg 65 000 spectateurs Arbitre : Steve Lander |

## Troisième journée

### Italie - France
| 3 mars 2001 14 h 00 | Italie                                                                                           | 19 – 30 (9-14) | France | Stade Flaminio, Rome 25 000 spectateurs Arbitre : Chris White |
| 3 mars 2001 14 h 00 | Essai(s) : Perziano 72e Transformation(s) : Domínguez Pénalité(s) : Domínguez 11e, 18e, 28e, 49e |                | Essai(s) : Sadourny 14e Bernat-Salles 26e Bonetti 80e Transformation(s) : 3 Lamaison Pénalité(s) : 3/8Lamaison 45e, 58e, 64e | Stade Flaminio, Rome 25 000 spectateurs Arbitre : Chris White |
| 3 mars 2001 14 h 00 |                                                                                                  |                | | Stade Flaminio, Rome 25 000 spectateurs Arbitre : Chris White |

### Angleterre - Écosse
| 3 mars 2001 14 h 30 | Angleterre | 43 – 3 (15-3) | Écosse                                                    | Stade de Twickenham, Londres 75 000 spectateurs Arbitre : Robert Davis |
| 3 mars 2001 14 h 30 | Essai(s) : Dallaglio 7e, 40e+1 Hill 35e Balshaw 44e, 61e Greenwood 77e Transformation(s) : 5/6 Wilkinson 35e, 40e+1, 44e, 61e, 77e Pénalité(s) : 1/2 Wilkinson 10e |               | Pénalité(s) : Hodge 13e Carton(s) jaune(s) : Pountney 50e | Stade de Twickenham, Londres 75 000 spectateurs Arbitre : Robert Davis |
| 3 mars 2001 14 h 30 | |               |                                                           | Stade de Twickenham, Londres 75 000 spectateurs Arbitre : Robert Davis |

### Galles - Irlande
| 13 octobre 2001 14 h 00 | Pays de Galles                                                       | 6 – 36 (3-15) | Irlande | Millennium Stadium, Cardiff 72 500 spectateurs Arbitre : Jonathan Kaplan |
| 13 octobre 2001 14 h 00 | Pénalité(s) : 2/3 S.Jones 10e, 46e Drop(s) : 0/1 S.Jones 0/1 Dempsey |               | Essai(s) : Hickie 74e O'Driscoll 76e Horgan 82e Transformation(s) : Humphreys 74e, 76e (homme du match) O'Gara 82e Pénalité(s) : 5 Humphreys 2e, 8e, 15e, 26e, 33e Drop(s) : 0/3 Humpheys | Millennium Stadium, Cardiff 72 500 spectateurs Arbitre : Jonathan Kaplan |
| 13 octobre 2001 14 h 00 |                                                                      |               | | Millennium Stadium, Cardiff 72 500 spectateurs Arbitre : Jonathan Kaplan |

## Quatrième journée

### France - Galles
| 17 mars 2001 14 h 00 | France | 35 – 43 (19-16) | Pays de Galles | Stade de France 80 000 spectateurs Arbitre : Alan Lewis |
| 17 mars 2001 14 h 00 | Essai(s) : Bonetti 7e Bernat-Salles 58e Transformation(s) : Merceron 8e Lamaison 59e Pénalité(s) : Merceron 10e, 16e, 25e, 30e Lamaison 50e, 66e, 73e |                 | Essai(s) : Howley 36e Quinnell 45e James 53e Jenkins 80e Transformation(s) : 4 Jenkins Pénalité(s) : Jenkins 14e, 28e, 33e Drop(s) : Jenkins 51e, 76e | Stade de France 80 000 spectateurs Arbitre : Alan Lewis |
| 17 mars 2001 14 h 00 | |                 | | Stade de France 80 000 spectateurs Arbitre : Alan Lewis |

Évolution du score : 7-0, 10-0, 10-3, 13-3, 16-3, 16-6, 19-6, 19-9, 19-16, mt, 19-23, 22-23, 22-26, 22-33, 29-33, 32-33, 35-33, 35-36, 35-43

Neil Jenkins accomplit un exploit rare au rugby : il marque au moins une fois de chacune des quatre manières possibles. C'est ce qui, en anglais, est appelé faire un full house (littéralement : maison pleine ou maison en fête).

### Écosse - Italie
| 17 mars 2001 16 h 00 | Écosse                                                         | 23 – 19 (10-6) | Italie | Murrayfield Stadium, Édimbourg 65 000 spectateurs Arbitre : Joël Dumé |
| 17 mars 2001 16 h 00 | Essai(s) : Smith 55e Pénalité(s) : 5 Hodge Drop(s) : Hodge 1re |                | Essai(s) : Bergamasco 25e Transformation(s) : Domínguez Pénalité(s) : 4 Domínguez 33e, e, e, e Carton(s) jaune(s) : Checchinato | Murrayfield Stadium, Édimbourg 65 000 spectateurs Arbitre : Joël Dumé |
| 17 mars 2001 16 h 00 |                                                                |                | | Murrayfield Stadium, Édimbourg 65 000 spectateurs Arbitre : Joël Dumé |

### Irlande - Angleterre
| 20 octobre 2001 14 h 00 | Irlande                                                                                     | 20 – 14 (14-9) | Angleterre                                             | Lansdowne Road, Dublin 49 000 spectateurs Arbitre : Paul Honiss assisté de Tappe Henning & Pablo Deluca |
| 20 octobre 2001 14 h 00 | Essai(s) : Wood 15e Pénalité(s) : 3/5 Humphreys 2 O'Gara 60e, e Carton(s) jaune(s) : O'Gara |                | Essai(s) : Austin Healey 76e Pénalité(s) : 3 Wilkinson | Lansdowne Road, Dublin 49 000 spectateurs Arbitre : Paul Honiss assisté de Tappe Henning & Pablo Deluca |
| 20 octobre 2001 14 h 00 |                                                                                             |                |                                                        | Lansdowne Road, Dublin 49 000 spectateurs Arbitre : Paul Honiss assisté de Tappe Henning & Pablo Deluca |

## Cinquième journée

### Angleterre - France
| 7 avril 2001 14 h 30 | Angleterre | 48 – 19 (13-16) | France                                                                                            | Stade de Twickenham, Londres 72 500 spectateurs Arbitre : Tappe Henning |
| 7 avril 2001 14 h 30 | Essai(s) : Balshaw, Greenwood, Catt, Greening, Hill, Perry Transformation(s) : Wilkinson 6 Pénalité(s) : Wilkinson 2 |                 | Essai(s) : Bernat-Salles Transformation(s) : Merceron Pénalité(s) : Merceron 3 Drop(s) : Merceron | Stade de Twickenham, Londres 72 500 spectateurs Arbitre : Tappe Henning |
| 7 avril 2001 14 h 30 | |                 |                                                                                                   | Stade de Twickenham, Londres 72 500 spectateurs Arbitre : Tappe Henning |

### Italie - Galles
| 8 avril 2001 14 h 00 | Italie | 23 – 33 (9-17) | Pays de Galles | Stade Flaminio, Rome 24 000 spectateurs Arbitre : Paul Honiss assisté de Alan Lewis & de Iain Ramage |
| 8 avril 2001 14 h 00 | Essai(s) : Checchinato 76e Pénalité(s) : 5 Domínguez 2e, 10e, 38e, 52e, 85e Drop(s) : Domínguez 46e Carton(s) jaune(s) : Stoica |                | Essai(s) : Cooper 7e Gibbs 30e, 50e Transformation(s) : 3 Jenkins Pénalité(s) : 3 Jenkins 57e, 80e, 82e Carton(s) jaune(s) : Quinnell | Stade Flaminio, Rome 24 000 spectateurs Arbitre : Paul Honiss assisté de Alan Lewis & de Iain Ramage |
| 8 avril 2001 14 h 00 | |                | | Stade Flaminio, Rome 24 000 spectateurs Arbitre : Paul Honiss assisté de Alan Lewis & de Iain Ramage |

### Écosse - Irlande
| 22 septembre 2001 13h15 | Écosse | 32 – 10 | Irlande                                                                                           | Murrayfield Stadium, Édimbourg 65 000 spectateurs Arbitre : Chris White |
| 22 septembre 2001 13h15 | Essai(s) : Leslie, Smith, Pountney, Henderson Transformation(s) : 3/4 Paterson 2 Townsend Pénalité(s) : Paterson 2 |         | Essai(s) : Dempsey Transformation(s) : Humphreys Pénalité(s) : O'Gara Carton(s) jaune(s) : O'Gara | Murrayfield Stadium, Édimbourg 65 000 spectateurs Arbitre : Chris White |
| 22 septembre 2001 13h15 | |         |                                                                                                   | Murrayfield Stadium, Édimbourg 65 000 spectateurs Arbitre : Chris White |